# Евъёганъёгарт
Евъёганъёгарт (устар. Ев-Юган-Егарт) — река в Приуральском районе Ямало-Ненецкого АО. Устье реки находится на 4-м км по правому берегу реки Евъёган. Длина реки составляет 12 км.

## Данные водного реестра
По данным государственного водного реестра России относится к Нижнеобскому бассейновому округу, водохозяйственный участок реки — Обь от впадения реки Северная Сосьва до города Салехард, речной подбассейн реки — бассейны притоков Оби ниже впадения Северной Сосьвы. Речной бассейн реки — (Нижняя) Обь от впадения Иртыша.